# V6 (musikgrupp)
V6 är ett pojkband från den japanska idolagenturen Johnny's Jimusho.
Bandet består av medlemmarna Sakamoto Masayuki, Nagano Hiroshi, Inohara Yoshihiko, Okada Junichi, Miyake Ken och Morita Go.
V6 skapades 1995-09-04, och gjorde sin officiella CD-debut 1995-11-01 under skivbolaget Avex.
Bandet har även två subgrupper - 20th Century (Sakamoto Masayuki, Nagano Hiroshi och Inohara Yoshihiko) som representerar de äldre medlemmarna, samt Coming Century (Okada Junichi, Miyake Ken och Morita Go) som är de yngre.
Även subgrupperna har fått släppa singlar, album och dvd:er.